# Mex Urtizberea
Ignacio Urtizberea (n. Buenos Aires, Argentina, 25 de octubre de 1960), conocido como Mex Urtizberea, es un músico, actor, escritor, conductor y humorista argentino, hijo del periodista argentino Raúl Urtizberea, hermano menor del actor Gonzalo Urtizberea y padre de la actriz Violeta Urtizberea.

## Carrera

### En música
En 1980 formó parte, junto con Lito Vitale y otros músicos, de la agrupación M.I.A. (Músicos Independientes Asociados). En 1988, editó La Sonora del Plata, su primer disco con su banda La Sonora del Plata y, en 1990, salió a la venta Matina, el segundo disco de La Sonora.
En 1994, junto con Alfredo Casero, grabó Gestando a la Halibour, con la participación de Javier Malosetti y Lito Vitale.
En 2005, Mex editó su primer disco solista, Que la bese, compuesto de once temas; no salió a la venta sino hasta 2006.

### En televisión
Integró el elenco de De La Cabeza en 1992 y Cha Cha Cha en 1993 por América TV.
Fue el conductor a partir de 1995 en Magazine For Fai, donde los principales protagonistas eran niños que realizaban diferentes sketches. Fue emitido en los canales Cablín y TyC Sports. Su última temporada fue en América TV, durante las elecciones presidenciales de 1999.
En el 2000, trabajó en el programa Medios Locos emitido por la medianoche por Canal 7 en vivo. Compartían el programa el recordado Adolfo Castello, Gillespi, Marcela Pacheco y Gisela Marziotta.
En 2004, condujo un programa de entrevistas y musicales llamado La Kermex, junto a su hija Violeta Urtizberea y Julieta Zylberberg que fue emitido por América TV.
En 2006 realizó la conducción todos los días por Canal 7 el programa Mañana Vemos junto a Carla Czudnowsky y Fanny Mandelbaum. En 2007 y también por Canal 7 participó en Los cuentos de Fontanarrosa como actor invitado.
En 2008, continuó en la conducción de Mañana Vemos, y además actuó en la telecomedia de Telefe, Los exitosos Pells, encarnando al personaje de Sergio, un mujeriego y antihéroe mejor amigo de Gonzalo Echagüe (Mike Amigorena) quien suplanta en la ficción a Martín Pells. Por esta actuación fue nominado al premio Martín Fierro Revelación ese año.
En 2009 condujo un ciclo sobre los distintos tipos de humor llamado Historia de la Risa y emitido por Canal (á). Además, en 2010 participó en un episodio del unitario histórico Lo que el tiempo nos dejó por Telefé.
En 2011 formó parte del panel de RSM y emitido por América TV. Conducido por Mariana Fabbiani, junto a Humberto Tortonese fue parte del lado ácido y humorístico del programa emitido en el prime time argentino.
En 2012 fue parte de la ficción de Telefé, Graduados, junto a Nancy Duplaá y Daniel Hendler. Su personaje fue el de Tuca.
Fue coconductor del programa Pura Química emitido por ESPN+, junto a Germán Paoloski, Eugenia Tobal, Mariano Zabaleta y José Chatruc.
En 2014 formó parte de la ficción Viudas e hijos del rock and roll, emitida por Telefé, dándole vida al personaje de Pipo.

### En radio
En 1994 trabajó en la radio Mitre y en FM 100, con Alfredo Casero. En el 2000 condujo junto a Mariana Fabbiani Panic attack en FM Supernova de 13 a 15.
Hasta el 2021 formó parte del programa "La inmensa minoría" con su personaje "el fiscal", en Radio Con Vos.

### Teatro
Desde 2010, realizó el espectáculo Pasión inútil en el Chacarerean Theatre de Capital Federal. Se trató de un show de música, monólogos y humor en el que Mex actúa junto a Marcelo Chirinos acompañado por los músicos Renzo Baltuzzi en guitarra, Franco Fontanarrosa en el bajo y Lulo Isod en batería.
Antes, había realizado un espectáculo de temática similar, aunque en formato de fotonovela, para promocionar su disco solista "Que la bese", acompañado por el mismo elenco.

### Miscelánea
- Mex proviene de una familia de artistas. Su padre Raúl fue un reconocido periodista y crítico de teatro, su hermano Gonzalo es actor y su hermano Álvaro se dedica a la producción de cine. Además, su hija Violeta Urtizberea es actriz.
- Las películas Valentín de 2002 y Un mundo menos peor de 2004 fueron dirigidas por Alejandro Agresti.
- En 2006, fue codirector, junto a Nicolás Parodi, del videoclip de la canción Sencillamente de Bersuit Vergarabat.
- En el año 2007, Mex Urtizberea tuvo una aparición en el videoclip de la canción 'Carnaval de Brasil' perteneciente al disco La lengua popular de Andrés Calamaro, interpretando a un pianista frustrado que es alcanzado por una de las flechas de Cupido.
- También realizó una publicidad para la compañía de telefonía móvil Claro en el año 2011.
- Además, ha participado en campañas de las ONG ambientalistas Greenpeace y Conciencia Solidaria y, más recientemente, en la campaña electoral de Daniel Filmus.
- Es hincha del Club Atlético Independiente, siendo uno de sus ídolos futbolísticos Ricardo Bochini.
- Mex toca el teclado, la batería, la guitarra y el cuatro. Además, ha tocado como músico invitado en los recitales de varias bandas de rock, entre ellas La Vela Puerca y Ciro y los Persas y ha participado en shows en vivo de bandas instrumentales como La Bomba de Tiempo.
- En 2011, ganó el Martín Fierro de Cable en la categoría mejor labor humorística.
- En 2012, participó en una publicidad de la marca Frávega.
- En 2013, tuvo una participación en un comercial para la marca de agua mineral Villa del Sur.

## Televisión

### América TV
- De la cabeza (1992-1993)
- Cha Cha Cha (1993)
- For Fai Presidente (1999)
- La Kermex (2004)
- El resumen de los medios (2011)

### Cablín
- Magazine For Fai (1995-1996)

### TyC Sports
- For Fai Deportivo (1998-1999)

### Televisión Pública
- Medios Locos (2000)
- Mañana Vemos (2006-2008)
- Los Cuentos de Fontanarrosa (2007)
- Laboratorios Dormevú (2009)
- Las 13 esposas de Wilson Fernández (2014)
- La última hora (2016)
- Futuralia (2021-presente)

### elnueve
- Soy tu fan (2006)

### Telefe
- Los Exitosos Pells (2008-2009)
- Lo que el tiempo nos dejó (2010)
- Graduados (2012)
- Los vecinos en guerra (2013)
- Viudas e hijos del rock and roll (2014-2015)
- Educando a Nina (2016)
- Fanny la fan (2017)
- 100 días para enamorarse (2018)

### Canal (á)
- Historia de la Risa (2009)

### ESPN
- Pura Química (2010-2016)

### FOX
- El Host (2018-2019)

### Space
- Monzón (2019)

### Amazon Prime Video
- Maradona, sueño bendito (2021) como Ricardo Suárez (adulto)[3]

## Filmografía
| Año  | Película                        | Rol              |
| ---- | ------------------------------- | ---------------- |
| 2002 | Valentín                        | Rufo             |
| 2004 | Un mundo menos peor             | Miguel           |
| 2007 | Abismos (corto)                 | Ladrón           |
| 2007 | Ratatouille (doblaje argentino) | Alfredo Linguini |
| 2012 | Cha3Dmubi                       |                  |
| 2014 | Ringo                           |                  |

## Publicaciones
| Año  | Libro                                           | Editorial                     |
| ---- | ----------------------------------------------- | ----------------------------- |
| 2004 | Crónicas masculinas                             | Ed. Sudamericana              |
| 2006 | Malas palabras. Setenta palabras y ninguna flor | Ed. Sudamericana              |
| 2012 | La cinta espiritual                             | Ed. del Instituto de La Verba |

## Radio
Rock & Pop
- El Circo mágico del Doctor Vaporeso

Supernova FM 96.7
- Panic attack![4]

Radio Nacional
- Tarde piaste[5]

Radio Mitre
- Animados[6]

- Lo que el aire se llevó[7]

Radio Con Vos
- La inmensa minoría

Radio Del Plata
- El Mañana

Nacional Rock
- El Mañana[8]

## Discografía
| Año  | Disco                  | Banda                                                   |
| ---- | ---------------------- | ------------------------------------------------------- |
| 1988 | La sonora del plata    | La Sonora del Plata                                     |
| 1990 | Matina                 | La Sonora del Plata                                     |
| 1994 | Gestando a la Halibour | Halibour Fiberglass Sereneiders, junto a Alfredo Casero |
| 2005 | Que la bese            | Solista                                                 |
| 2016 | Mua                    | Solista                                                 |

## Premios y nominaciones
| Año  | Premio                         | Categoría                          | Programa           | Resultado |
| ---- | ------------------------------ | ---------------------------------- | ------------------ | --------- |
| 2009 | Premio Martín Fierro           | Revelación                         | Los Exitosos Pells | Nominado  |
| 2011 | Premios Martín Fierro de Cable | Mejor Labor Humorística            | Pura Química       | Ganador   |
| 2012 | Premios Martín Fierro de Cable | Mejor Labor Humorística            | Pura Química       | Ganador   |
| 2012 | Premios Tato                   | Actor de reparto en ficción diaria | Graduados          | Nominado  |
| 2013 | Premios Martín Fierro          | Mejor Actor de Reparto             | Graduados          | Nominado  |
| 2013 | Premios Martín Fierro de Cable | Mejor Labor Humorística            | Pura Química       | Nominado  |